# Testen, Uppland
Testen är en sjö i Uppsala kommun i Uppland och ingår i Olandsåns huvudavrinningsområde. Sjön är 2,1 meter djup, har en yta på 1,02 kvadratkilometer och befinner sig 12 meter över havet. Sjön avvattnas av vattendraget Olandsån. Vid provfiske har bland annat abborre, braxen, gers och gädda fångats i sjön.

## Delavrinningsområde
Testen ingår i det delavrinningsområde (664859-162772) som SMHI kallar för Utloppet av Testen. Medelhöjden är 19 meter över havet och ytan är 20,15 kvadratkilometer. Det finns inga avrinningsområden uppströms utan avrinningsområdet är högsta punkten. Olandsån som avvattnar avrinningsområdet har biflödesordning 2, vilket innebär att vattnet flödar genom totalt 2 vattendrag innan det når havet efter 68 kilometer. Avrinningsområdet består mestadels av skog (58 procent) och jordbruk (27 procent). Avrinningsområdet har 1,01 kvadratkilometer vattenytor vilket ger det en sjöprocent på 5 procent.

## Fisk
Vid provfiske har följande fisk fångats i sjön:
- Abborre
- Braxen
- Gärs
- Gädda
- Mört
- Ruda
- Sarv
- Storspigg
- Sutare